# Lista de membros da Royal Society eleitos em 1692
Esta é uma lista de Membros da Royal Society eleitos em 1692.

## Fellows
- Lord George Douglas (1657 -1693)
- Joannes Dolaeus (1651 -1707)
- David Gregory (1661 -1708)
- Sir Charles Issac (1692 -1711)
- George Mackenzie (1630 -1714)
- Sir William Trumbull (1639 -1716)
- Johann Theodor Heinson (1666 -1726)
- Edward Lany (1667 -1728)
- Edward Southwell (1671 -1730)
- Ralph Lane (m. 1732)
- Jonas Blackwell (m. 1754)